# Тухман (месторождение)
Тухман — газовое месторождение в Саудовской Аравии. Расположено в контрактной территории Блок А в центральной части пустыни Руб-эль-Хали. Открыто 12 февраля 2007 года.
Залежи на глубине на 5-5,5 км. Начальные запасы газа составляет 1 млрд м³.
Оператор месторождении является совместное предприятие LUKOIL Saudi Arabia Energy Ltd. (LUKSAR). Доля Лукойла 80 % и Saudi Aramco 20 %.